# Костарика на Светском првенству у атлетици на отвореном 2015.
Костарика је учествовала на Светском првенству у атлетици на отвореном 2015. одржаном у Пекингу од 22. до 30. августа петнаести пут пут, односно учествовала је на свим првенствима до данас. Репрезентацију Костарика представљала су 2 такмичара која су се такмичила у 2 дисциплине.,
На овом првенству Костарика није освојила ниједну медаљу. Није било нових резултата.

## Учесници
Мушкарци :
- Нери Бринс — 400 м
- Roberto Sawyers — Бацање кладива

## Резултати

### Мушкарци
| Атлетичар       | Дисциплина     | Лични рекорд | Квалификације | Квалификације | Полуфинале | Полуфинале | Финале                | Финале       | Детаљи |
| Атлетичар       | Дисциплина     | Лични рекорд | Резултат      | Место         | Резултат   | Место      | Резултат              | Место        | Детаљи |
| --------------- | -------------- | ------------ | ------------- | ------------- | ---------- | ---------- | --------------------- | ------------ | ------ |
| Нери Бринс      | 400 м          | 44,65 НР     | 45,08 кв      | 5. у гр. 3    | 45,41      | 8. у гр. 2 | нису се квалификовали | 21 / 44 (45) |        |
| Roberto Sawyers | Бацање кладива | 76,37 НР     | 66,64         | 15. у гр. Б   |            |            | нису се квалификовали | 30 /30       |        |